# Eckhart Knab
Eckhart Knab (* 1940) ist ein deutscher Psychologe mit dem Schwerpunkt der Praxisforschung in der Kinder- und Jugendhilfe und Privatdozent.

## Leben
Eckhart Knab setzte sich als Leiter einer Jugendhilfeeinrichtung bereits in den 1980er Jahren dafür ein, dass Forschung und Evaluation zu den wichtigen Aufgaben der Kinder- und Jugendhilfe gehören. Unter seiner Leitung richtete das St. Josephshaus in Klein-Zimmern als eine der wenigen Jugendhilfeeinrichtungen in Deutschland eine eigene Abteilung für Praxisforschung ein. Im Rahmen seiner Verbandsarbeit, zwölf Jahre war er unter anderem im Vorstand des Bundesverbands katholischer Einrichtungen, engagierte er sich intensiv für die akademische Ausbildung und Platzierung von Themen der Kinder- und Jugendhilfe im universitären Rahmen.
Er gründete 1995 das Institut für Kinder- und Jugendhilfe (IKJ) in Mainz, dessen Gründungsdirektor er war. Im Rahmen seiner Arbeit verantwortete er die Beteiligung des Instituts an der deutschen Jugendhilfe-Wirkungsstudie „Jugendhilfe-Effekte-Studie“. Außerdem ist er Begründer der Publikationsreihe des IKJ „Europäische Schriften zur Jugendhilfe“. Knab war auch Mitbegründer des Musikprojektes der Bundesjugendhilfe, bei dem jährlich über 100 Kinder und Jugendliche aus Jugendhilfeeinrichtungen gemeinsam mit Musikpädagogen und Profimusikern in verschiedenen Sparten musizieren und sich auf Auftritte vorbereiten.
Von Haus aus Diplom-Psychologe, stand Knab seit Studienzeiten der Sportpsychologie nahe. Hier entwickelte er mit dem damaligen Bundestrainer für Zehnkampf, Wolfgang Bergmann, bereits in den 1970er Jahren psychologische Betreuungsformen (u. a. Regulative Methode Zehnkampf, RMZ). Als Psychologe des Deutschen Leichtathletik-Verbandes betreute er die deutsche Zehnkampfspitze, u. a. die Weltrekordler Jürgen Hingsen, Guido Kratschmer und den Europarekordler Siggi Wentz.
Später widmete er sich der Kinder- und Jugendhilfe und brachte dort seine Begeisterung für Bewegungsförderung und Sportaktivitäten für benachteiligte Kinder und Jugendliche ein. Über lange Jahre war er Mentor der Psychomotorik und protegierte mit Klaus Fischer an der Universität zu Köln die Verbindung zwischen der Psychomotorik und der Jugendhilfe. Knab brachte auch die Systematik der ressourcenorientierten Pädagogik in die Jugendhilfe ein – im Handbuch der Hilfen zur Erziehung (2014) ist zum ersten Mal von einem eigenständigen Fachbereich „Ressourcenorientierte Pädagogik“ in den Hilfen zur Erziehung die Rede.
Mit der Gründung des Vereins „European-Charity-University“ förderte Knab die ethische Dimension in den Wissenschaften, insbesondere in den theoretischen Grundlagen der sozialen Arbeit. Mit der Gründung der Arbeitsgruppe Fachzentrum Erziehungshilfen an der Universität zu Köln am Lehrstuhl von Phillip Walkenhorst gelang es Knab, seiner Vision von der universitären Verankerung der Erziehungshilfen durch eine neue Vernetzung und Verortung der Jugendhilfethemen an der Kölner Universität ein Stück näher zu kommen. Die Förderung von Fach- und Leitungskräften und deren wissenschaftliche Ausbildung mit dem Ziel, mehr Jugendhilfe-Praxis in die universitäre Ausbildung einzubeziehen und den Praktikern mehr wissenschaftlich fundiertes Wissen für die Praxis zu erschließen, liegt ihm besonders am Herzen. Im Rahmen seiner Position als Privatdozent war die Durchführung von Doktoranden-Colloquien für berufstätige Führungskräfte in der Jugendhilfe ein besonderes Projekt an der Universität zu Köln.
Eckhart Knab hat vier erwachsene Kinder und lebt in Mainz.

## Veröffentlichungen (Auswahl)
- Einführung zum Thema: Motopädagogik und Heimerziehung für Verhaltensgestörte. In: E. Knab (Hrsg.): Heimerziehung zur Theorie und Praxis öffentlicher Erziehung im Heim für Verhaltensgestörte. Peter Lang, Frankfurt am Main / Bern 1983, S. 17–28.
- als Hrsg.: Von der Knabenrettungsanstalt zum Jugendhilfezentrum. Lambertus, Freiburg i. B., 1990[8]
- Motopädagogik in der Heimerziehung von Jugendlichen – Vorstellung eines Konzeptes der Bewegungserziehung im St. Josephshaus Klein-Zimmern. In: Jugendwohl. 67, 3 1986, S. 109–115.
- mit P. Ach: Jugendhilfezentrum St. Josephshaus Klein-Zimmern. In: E. Knab (Hrsg.): Von der Knabenrettungsanstalt zum Jugendhilfezentrum. 2., überarb. Auflage. Lambertus, Freiburg i. B. 1991, S. 41–68.
- mit J. Dieteren und J. P. Boonens: Struktur und Entwicklungen in der niederländischen Jugendhilfe. In: H. Mörsberger (Hrsg.): Europa – Herausforderung für die Erziehungshilfe. Lambertus, Freiburg i. B. 1995, S. 113–121.
- mit P. Flosdorf, E. Hohm, A. Holländer, H. Hölzl, K. Lund, M. Macsenaere, H. Mörsberger, F. Petermann und M. Schmidt: Der Hilfeplan nach § 36 KJHG, Eine empirische Studie über Vorgehen und Kriterien seiner Erstellung. (= Beiträge zur Erziehungshilfe. 10). Lambertus, 1995.
- Bewegungserziehung und Sport in der Heimerziehung für verhaltensgestörte Kinder und Jugendliche in der Bundesrepublik Deutschland. Inauguraldissertation. Heinrich-Heine-Universität, Düsseldorf 1997.
- mit M. Macsenaere: Die Jugendhilfe-Effekte-Studie. In: Jugendwohl. Band 78, Nr. 5, 1997, S. 201–209.
- als Hrsg. mit M. Macsenaere und Jo Weijenberg: Integrative Teamarbeit in der Erziehungshilfe. (= Europäische Studien zur Jugendhilfe. Band 1). Institut für Kinder- und Jugendhilfe, Mainz 1987.
- mit M. Macsenaere: Strukturqualität in katholischen Einrichtungen – Ergebnisse einer regionalen Befragung. In: Klaus Esser (Hrsg.): Jugendhilfe morgen – Qualitätsmanagement in der Heimerziehung. (= Beiträge zur Erziehungshilfe. Band 16). Lambertus, Freiburg 1998, S. 38–47.
- Sport in der Heimerziehung. Peter Lang, Frankfurt am Main 1999.
- als Hrsg. mit E. Knab, M. Macsenaere und Jo Weijenberg: Integrative Teamarbeit in der Erziehungshilfe. (= Europäische Studien zur Jugendhilfe. Band 1). 2. Auflage. Institut für Kinder- und Jugendhilfe, Mainz 1999.
- als Hrsg.: mit M. Macsenaere: Musikpädagogik in der Heimerziehung. (= Europäische Studien zur Jugendhilfe. Band 6). Institut für Kinder- und Jugendhilfe, Mainz 2004.
- als Hrsg. mit M. Macsenaere: Evaluationsstudie erzieherischer Hilfen (EVAS) – Eine Einführung. Lambertus, Freiburg i. B. 2004.
- als Hrsg. mit H. Mörsberger: Perspektiven für die Kinder- und Jugendhilfe. Lambertus, Freiburg, Breisgau, 2007.[9]
- als Hrsg. mit S. Hiller und H. Mörsberger: Erziehungshilfe – Investition in die Zukunft 100 Jahre BVkE. Lambertus, Freiburg im Breisgau, 2009.
- mit R. Fehrenbacher: Die vernachlässigten Hoffnungsträger. Beiträge zur Kinder- und Jugendhilfe. Lambertus, Freiburg 2009.
- als Hrsg. mit H. Hölz, H. Mörsberger, H. Remschmidt und H. Scholten: Fachübergreifend helfen. Kinder- und Jugendpsychiatrie in der Erziehungshilfe. Lambertus, Freiburg im Breisgau, 2011.[10]
- als Hrsg. mit Michael Macsenaere, Klaus Esser und Stephan Hiller: Handbuch der Hilfen zur Erziehung. Lambertus, Freiburg i. Br. 2014, ISBN 978-3-7841-2121-5.
- als Hrsg. mit W. Nickolai: Wir bilden Zukunft. Innovative Projekte in der Erziehungshilfe. Lambertus, Freiburg, 2016.
- mit D. Mastalerz, K. Esser und N. Scheiwe: Entwicklungen in der Erziehungshilfe. Innovationen für eine gelingende Zukunft. Lambertus, Freiburg, 2017.[11]
- mit K. Esser: Kunstpädagogik in der Erziehungshilfe. Lambertus, Freiburg, 2019.[12]